# Friisk Foriining
Die Friisk Foriining (deutsch: Friesischer Verein bzw. Vereinigung) ist ein Kulturverband der friesischen Volksgruppe in Nordfriesland in Schleswig-Holstein.

## Geschichte
Die Friisk Foriining wurde 1923 als Friesisch-Schleswigscher Verein, zu deren Mitbegründern unter anderem der Schriftsteller Wilhelm Ludwig Andresen und der Politiker Johannes Oldsen gehörten, als Gegenpol zum deutsch-national orientierten Nordfriesischen Verein gegründet. Der Friesisch-Schleswigsche Verein sah die Nordfriesen als eigenständiges Volk und forderte die Anerkennung als nationale Minderheit. Zugleich deutete der Vereinsname eine Nähe zum Dachverband der dänischen Südschleswiger (dem Schleswigschen Verein, heute der Südschleswigsche Verein) an, mit denen der Verein in vielen Bereichen zusammen arbeitete, so dass er zum Teil als dänisch-orientiert verstanden wurde. 1924 trat der Friesisch-schleswigsche Verein dem Verband der nationalen Minderheiten in Deutschland bei und gehörte von 1925 bis 1938 als ständiges Mitglied dem Europäischen Nationalitätenkongress an. Nahm der Verein noch 1925 mit einer selbstständigen Liste Friesland an Kommunalwahlen teil, wirkte er nach dem Zweiten Weltkrieg an der Gründung des Südschleswigschen Wählerverbandes mit. Um das Selbstverständnis als eigenständige Nation zu verdeutlichen, trat der Verein seit 1934 als Vereinigung der Nationalen Friesen auf. Der Vereinsname wurde 1948 in das nordfriesische Foriining for nationale Frashe und nochmals 1975 in Foriining for nationale Friiske verändert. 2003 nannte sich der Verein schließlich in Friisk Foriining um.

## Aufgaben

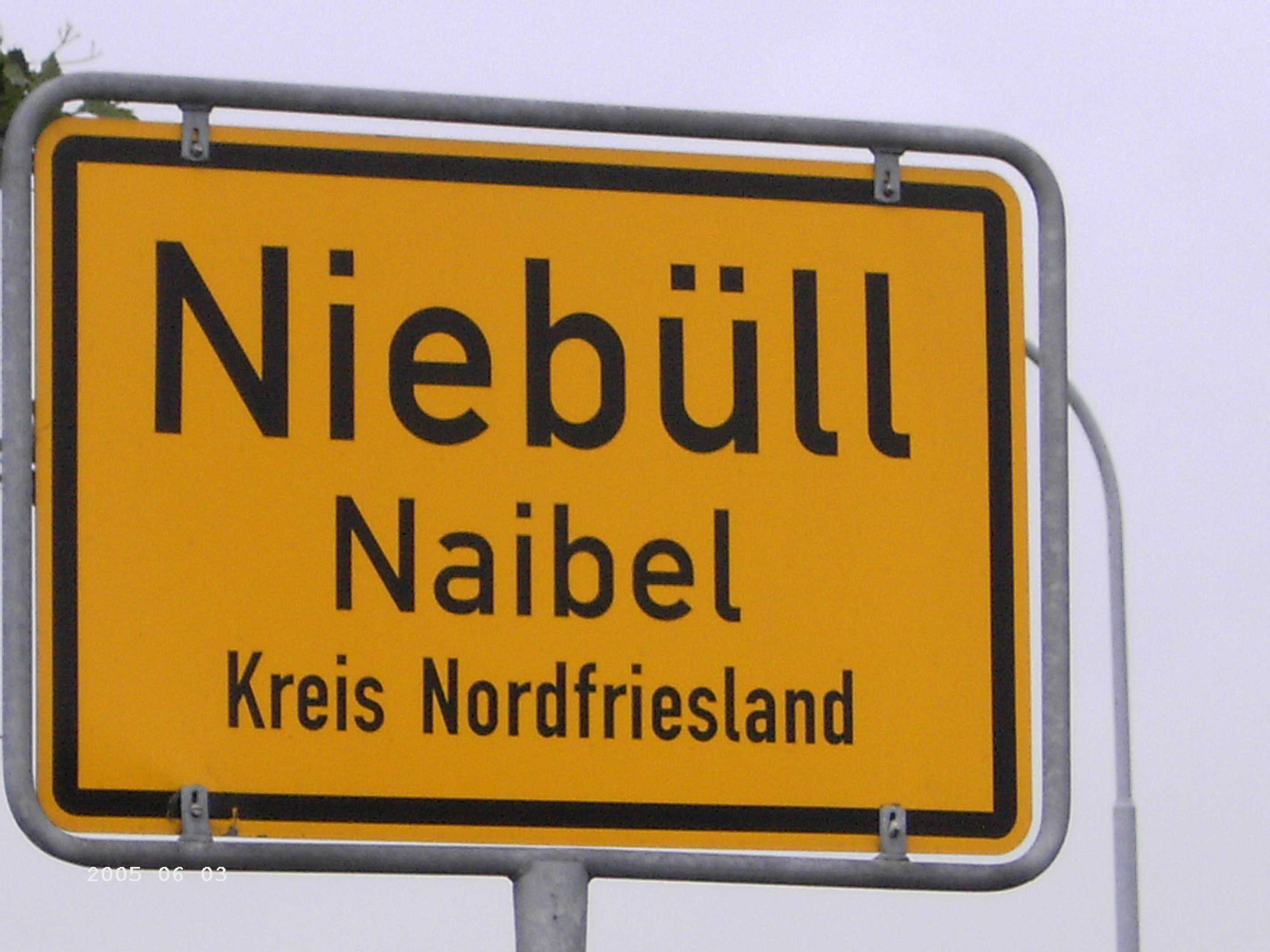
Ortsschild Niebüll, zweisprachig deutsch/friesisch

Die Friisk Foriining arbeitet heute vor allem im Sinne der Förderung der nordfriesischen Sprache und Kultur. Der Verein unterstützt unter anderem die Aufstellung zweisprachiger Ortsschilder und den Ausbau des Friesisch-Unterrichtes an den deutschen und dänischen Schulen des Kreises. Zudem organisiert er unter anderem Freizeiten, Exkursionen zu anderen sprachlichen Minderheiten, bietet jährlich eine friesische Herbsthochschule an und unterstützt das Theaterprojekt Nordfriisk Teooter, das Schauspiele in nordfriesischer Sprache aufführt. Ein weiteres Projekt sind werktägliche Radionachrichten in friesischer Sprache, die im FriiskFunk ausgestrahlt werden.

## Da Säkstante
Da Säkstante sind die Gesangsgruppe der Friisk Foriining, die aus Schülern im Alter von 12 bis 18 Jahren besteht.

## Verhältnis zu anderen Organisationen
Die Vereinigung ist zusammen mit dem Nordfriesischen Verein in der Sektion Nord des Friesenrates und auch im Trägerverein des Nordfriisk Instituut, des Vereins Nordfriesisches Institut, vertreten. Seit Oktober 2010 befinden sich die Geschäftsstellen der Friisk Foriining, des Nordfriesischen Vereins und des Friesenrates Nord gemeinsam unter einem Dach im sogenannten Friisk Hüs in Bredstedt. In der Jugendarbeit arbeitet der Verein mit dem Jugendverein Rökefloose zusammen. In politischen Fragen arbeitet der Verein mit der dänischen Minderheit im SSW zusammen.